# Campionato mondiale maschile di pallacanestro 1986
La X edizione del Campionato Mondiale Maschile di Pallacanestro FIBA è stata disputata in Spagna, a Madrid, dal 5 al 30 luglio 1986.
La fase finale è stata giocata da 24 squadre, divise in quattro gironi eliminatori. Le prime tre di ogni girone sono avanzate al turno successivo.

## Squadre partecipanti
La Spagna si è qualificato come paese ospitante. Le altre squadre si sono qualificate alla fase finale attraverso tornei continentali (9 per l'Europa, 8 per le Americhe, 3 per l'Asia, e 2 per Africa e Oceania).
| Gruppo A - Brasile - Spagna - Francia - Grecia - Corea del Sud - Panama | Gruppo B - Australia - Cuba - Angola - Israele - Uruguay - Unione Sovietica | Gruppo C - Cina - Italia - Stati Uniti - Germania Ovest - Porto Rico - Costa d'Avorio | Gruppo D - Argentina - Canada - Malaysia - Jugoslavia - Paesi Bassi - Nuova Zelanda |

## Sedi delle partite
| Gruppo      | Città      | Impianto                        | Capienza |
| ----------- | ---------- | ------------------------------- | -------- |
| A           | Saragozza  |                                 |          |
| B           | Ferrol     | A Malata                        | 5.000    |
| C           | Malaga     | Palazzetto giardino della città | 5.000    |
| D           | Tenerife   |                                 |          |
| E           | Barcellona | Palazzetto dello Sport          | 8.000    |
| F           | Oviedo     |                                 |          |
| Fase finale | Madrid     | Palazzo dello Sport             | 12.000   |

## Gironi di qualificazione

### Gruppo A (Saragozza)
| Squadra          | P | V | P | PF  | PS  | Dif  |
| ---------------- | - | - | - | --- | --- | ---- |
| 1. Brasile       | 9 | 4 | 1 | 478 | 419 | +59  |
| 2. Spagna        | 9 | 4 | 1 | 488 | 395 | +93  |
| 3. Grecia        | 8 | 3 | 2 | 476 | 447 | +29  |
| 4. Francia       | 8 | 3 | 2 | 449 | 428 | +21  |
| 5. Panama        | 6 | 1 | 4 | 435 | 517 | -82  |
| 6. Corea del Sud | 5 | 0 | 5 | 414 | 534 | -120 |

| Primo turno   |               |           |
| Spagna        | Francia       | 84 - 80   |
| Brasile       | Corea del Sud | 104 - 74  |
| Grecia        | Panama        | 110 - 81  |
| Secondo turno |               |           |
| Spagna        | Corea del Sud | 120 -73   |
| Grecia        | Francia       | 87 - 84   |
| Spagna        | Grecia        | 87 - 86   |
| Terzo turno   |               |           |
| Brasile       | Panama        | 88 - 85   |
| Francia       | Brasile       | 93 - 85   |
| Panama        | Corea del Sud | 111 - 103 |
| Quarto turno  |               |           |
| Brasile       | Grecia        | 115 - 95  |
| Spagna        | Panama        | 125 - 70  |
| Francia       | Corea del Sud | 101 - 84  |
| Quinto turno  |               |           |
| Francia       | Panama        | 91 - 88   |
| Brasile       | Spagna        | 86 - 72   |
| Grecia        | Corea del Sud | 98 - 80   |

### Gruppo B (Ferrol)
| Squadra             | P  | V | P | PF  | PS  | Dif  |
| ------------------- | -- | - | - | --- | --- | ---- |
| 1. Unione Sovietica | 10 | 5 | 0 | 565 | 369 | +196 |
| 2. Israele          | 8  | 3 | 2 | 435 | 444 | -9   |
| 3. Cuba             | 7  | 2 | 3 | 399 | 418 | -19  |
| 4. Australia        | 7  | 2 | 3 | 405 | 430 | -25  |
| 5. Uruguay          | 7  | 2 | 3 | 377 | 437 | -60  |
| 6. Angola           | 6  | 1 | 4 | 334 | 417 | -83  |

| Primo turno      |           |          |
| Australia        | Cuba      | 72 - 66  |
| Cuba             | Angola    | 81 - 53  |
| Unione Sovietica | Uruguay   | 111 - 62 |
| Secondo turno    |           |          |
| Israele          | Australia | 91 - 98  |
| Uruguay          | Angola    | 83 - 81  |
| Unione Sovietica | Australia | 122 - 92 |
| Terzo turno      |           |          |
| Israele          | Cuba      | 88 - 78  |
| Uruguay          | Israele   | 79 - 84  |
| Unione Sovietica | Angola    | 89 - 51  |
| Quarto turno     |           |          |
| Angola           | Israele   | 75 - 95  |
| Unione Sovietica | Cuba      | 129 - 87 |
| Australia        | Uruguay   | 74 - 77  |
| Quinto turno     |           |          |
| Unione Sovietica | Israele   | 114 - 77 |
| Cuba             | Uruguay   | 87 - 76  |
| Angola           | Australia | 74 - 69  |

### Gruppo C (Malaga)
| Squadra           | P  | V | P | PF  | PS  | Dif  |
| ----------------- | -- | - | - | --- | --- | ---- |
| 1. Stati Uniti    | 10 | 5 | 0 | 446 | 348 | +98  |
| 2. Italia         | 9  | 4 | 1 | 423 | 366 | +57  |
| 3. Cina           | 7  | 2 | 3 | 430 | 422 | -12  |
| 4. Porto Rico     | 7  | 2 | 3 | 383 | 373 | +10  |
| 5. Germania Ovest | 7  | 2 | 3 | 382 | 297 | -15  |
| 6. Costa d'Avorio | 5  | 0 | 5 | 322 | 460 | -138 |

| Primo turno    |                |          |
| Italia         | Cina           | 98 - 87  |
| Stati Uniti    | Porto Rico     | 73 - 72  |
| Costa d'Avorio | Germania Ovest | 70 - 88  |
| Secondo turno  |                |          |
| Stati Uniti    | Italia         | 86 - 64  |
| Porto Rico     | Costa d'Avorio | 91 - 55  |
| Germania Ovest | Cina           | 81 - 80  |
| Terzo turno    |                |          |
| Cina           | Costa d'Avorio | 84 - 72  |
| Stati Uniti    | Germania Ovest | 81 - 68  |
| Italia         | Porto Rico     | 78 - 55  |
| Quarto turno   |                |          |
| Germania Ovest | Italia         | 76 - 85  |
| Cina           | Porto Rico     | 98 - 84  |
| Stati Uniti    | Costa d'Avorio | 99 - 63  |
| Quinto turno   |                |          |
| Porto Rico     | Germania Ovest | 81 - 69  |
| Stati Uniti    | Cina           | 107 - 81 |
| Costa d'Avorio | Italia         | 62 - 98  |

### Gruppo D (Tenerife)
| Squadra          | P  | V | P | PF  | PS  | Dif  |
| ---------------- | -- | - | - | --- | --- | ---- |
| 1. Jugoslavia    | 10 | 5 | 0 | 514 | 364 | +150 |
| 2. Canada        | 9  | 4 | 1 | 510 | 356 | +154 |
| 3. Argentina     | 8  | 3 | 2 | 414 | 395 | +19  |
| 4. Paesi Bassi   | 7  | 2 | 3 | 422 | 405 | +17  |
| 5. Nuova Zelanda | 6  | 1 | 4 | 362 | 476 | -114 |
| 6. Malaysia      | 5  | 0 | 5 | 313 | 539 | -226 |

| Primo turno   |               |          |
| Argentina     | Paesi Bassi   | 82 - 75  |
| Malaysia      | Nuova Zelanda | 75 - 77  |
| Jugoslavia    | Canada        | 83 - 80  |
| Secondo turno |               |          |
| Jugoslavia    | Argentina     | 87 - 68  |
| Paesi Bassi   | Malaysia      | 110 - 66 |
| Nuova Zelanda | Canada        | 74 - 110 |
| Terzo turno   |               |          |
| Argentina     | Nuova Zelanda | 89 - 64  |
| Jugoslavia    | Paesi Bassi   | 95 - 74  |
| Canada        | Malaysia      | 128 - 38 |
| Quarto turno  |               |          |
| Nuova Zelanda | Paesi Bassi   | 66 - 84  |
| Jugoslavia    | Malaysia      | 131 - 61 |
| Canada        | Argentina     | 96 - 82  |
| Quinto turno  |               |          |
| Jugoslavia    | Nuova Zelanda | 118 - 81 |
| Paesi Bassi   | Canada        | 79 - 96  |
| Malaysia      | Argentina     | 73 - 93  |

## Gironi di accesso alle semifinali
Le prime due di ogni gruppo passano alle semifinali, le altre disputano le gare per i posti dal quinto al dodicesimo.

### Gruppo E (Barcellona)
| Squadra             | P  | V | P | PF  | PS  | Dif  |
| ------------------- | -- | - | - | --- | --- | ---- |
| 1. Unione Sovietica | 10 | 5 | 0 | 546 | 441 | +105 |
| 2. Brasile          | 9  | 4 | 1 | 491 | 435 | +56  |
| 3. Spagna           | 8  | 3 | 2 | 414 | 402 | +12  |
| 4. Israele          | 7  | 2 | 3 | 422 | 405 | +17  |
| 5. Cuba             | 6  | 1 | 4 | 399 | 460 | -61  |
| 6. Grecia           | 5  | 0 | 5 | 419 | 459 | -40  |

| Primo turno   |                  |           |
| Brasile       | Cuba             | 99 - 83   |
| Spagna        | Israele          | 94 - 65   |
| Grecia        | Unione Sovietica | 93 - 105  |
| Secondo turno |                  |           |
| Grecia        | Cuba             | 66 - 74   |
| Spagna        | Unione Sovietica | 83 - 88   |
| Brasile       | Israele          | 90 - 75   |
| Terzo turno   |                  |           |
| Grecia        | Israele          | 79 - 82   |
| Spagna        | Cuba             | 78 - 77   |
| Brasile       | Unione Sovietica | 101 - 110 |

### Gruppo F (Oviedo)
| Squadra        | P | V | P | PF  | PS  | Dif |
| -------------- | - | - | - | --- | --- | --- |
| 1. Stati Uniti | 9 | 4 | 1 | 409 | 349 | +69 |
| 2. Jugoslavia  | 9 | 4 | 1 | 438 | 375 | +63 |
| 3. Italia      | 9 | 4 | 1 | 405 | 431 | -26 |
| 4. Canada      | 7 | 2 | 3 | 422 | 412 | +10 |
| 5. Argentina   | 7 | 2 | 3 | 391 | 411 | -20 |
| 6. Cina        | 5 | 0 | 5 | 411 | 503 | -92 |

| Primo turno   |            |          |
| Stati Uniti   | Argentina  | 70 - 74  |
| Italia        | Canada     | 89 - 86  |
| Cina          | Jugoslavia | 82 - 106 |
| Secondo turno |            |          |
| Italia        | Jugoslavia | 76 - 102 |
| Stati Uniti   | Canada     | 77 - 65  |
| Cina          | Argentina  | 80 - 97  |
| Terzo turno   |            |          |
| Italia        | Argentina  | 78 - 70  |
| Stati Uniti   | Jugoslavia | 69 - 60  |
| Cina          | Canada     | 81 - 95  |

## Semifinali e finali
|  | Semifinali       | Semifinali       | Semifinali  |             |                  | Finale             | Finale             | Finale             |  |
|  |                  |                  |             |             |                  |                    |                    |                    |  |
|  | Unione Sovietica | Unione Sovietica | 91          |             |                  |                    |                    |                    |  |
|  | Unione Sovietica | Unione Sovietica | 91          |             |                  |                    |                    |                    |  |
|  | Jugoslavia       | Jugoslavia       | 90          |             |                  |                    |                    |                    |  |
|  | Jugoslavia       | Jugoslavia       | 90          |             | Unione Sovietica | Unione Sovietica   | 85                 |                    |  |
|  |                  |                  |             |             | Unione Sovietica | Unione Sovietica   | 85                 |                    |  |
|  |                  |                  | Stati Uniti | Stati Uniti | 87               |                    |                    |                    |  |
|  | Stati Uniti      | Stati Uniti      | Stati Uniti | Stati Uniti | 87               | 96                 |                    |                    |  |
|  | Stati Uniti      | Stati Uniti      |             |             |                  | 96                 |                    |                    |  |
|  | Brasile          | Brasile          | 80          |             |                  | Finale 3º/4º posto | Finale 3º/4º posto | Finale 3º/4º posto |  |
|  | Brasile          | Brasile          | 80          |             |                  |                    |                    |                    |  |
|  |                  |                  |             |             |                  |                    |                    |                    |  |
|  |                  |                  |             |             |                  | Jugoslavia         | Jugoslavia         | 117                |  |
|  |                  |                  |             |             |                  | Jugoslavia         | Jugoslavia         | 117                |  |
|  |                  |                  |             |             |                  | Brasile            | Brasile            | 91                 |  |

## Classifica finale
| Campione del Mondo | Campione del Mondo | Campione del Mondo |
| --- | ------------------ | --- |
| Stati Uniti4 Bogues, 5 Amaker, 6 Kerr, 7 K. Smith, 8 Elliott, 9 McKey, 10 Seikaly, 11 Robinson, 12 Hammonds, 13 Shaw, 14 Gilliam, 15 C. Smith, All. Lute Olson |                    | |
| Argento | Unione Sovietica   | Unione Sovietica4 Volkov, 5 Sokk, 6 Tarakanov, 7 Grišaev, 8 Jēkabsons, 9 Tichonenko, 10 Valters, 11 Tkačenko, 12 Kurtinaitis, 13 Chomičius, 14 Belostennyj, 15 Sabonis, All. Vladimir Obuchov              |
| Bronzo | Jugoslavia         | Jugoslavia4 D. Petrović, 5 A. Petrović, 6 Divac, 7 Čutura, 8 Petranović, 9 Mutapčić, 10 Radović, 11 Vranković, 12 Radovanović, 13 Arapović, 14 Dalipagić, 15 Cvjetićanin, All. Krešimir Ćosić              |
| 4. | Brasile            | Brasile4 Nilo, 5 Maury, 6 Gerson, 7 Pipoka, 8 Rolando, 9 Paulinho, 10 Guerrinha, 11 Marcel, 12 Marcelo, 13 Sílvio, 14 Oscar, 15 Israel, All. Ary Vidal                                                     |
| 5. | Spagna             | Spagna4 Villacampa, 5 Costa, 6 Sibilio, 7 Margall, 8 Jiménez, 9 Romay, 10 Martín, 11 Arcega, 12 Solozábal, 13 de la Cruz, 14 Creus, 15 Epi, All. Antonio Díaz-Miguel                                       |
| 6. | Italia             | Italia4 Premier, 5 Costa, 6 Magnifico, 7 Gilardi, 8 Polesello, 9 Brunamonti, 10 Villalta, 11 Binelli, 12 Riva, 13 Dell'Agnello, 14 Marzorati, 15 Sacchetti, All. Valerio Bianchini                         |
| 7. | Israele            | Israele4 Lassof, 5 Daniel, 6 Gordon, 7 Rechlis, 8 Rosenberg, 9 Berkovich, 10 Lippin, 11 Shefa, 12 Jamchi, 13 Mercer, 14 Steinhauer, 15 Yaakobi, All. Zvi Sherf                                             |
| 8. | Canada             | Canada4 Kelsey, 5 Simms, 6 Pasquale, 7 Turcotte, 8 Kazanowski, 9 Triano, 10 Besselink, 11 Herbert, 12 Mungar, 13 Hatch, 14 Wiltjer, 15 Meagher, All. Jack Donohue                                          |
| 9. | Cina               | Cina4 Gong, 5 Li F., 6 Huang, 7 Sha, 8 Wang F., 9 Song, 10 Li Y., 11 Sun, 12 Wang L., 13 Zhang Y., 14 Xu, 15 Zhang B., All. Qian Chenghai                                                                  |
| 10. | Grecia             | Grecia4 Galīs, 5 Stauropoulos, 6 Giannakīs, 7 Kampourīs, 8 Pedoulakīs, 9 Karatzas, 10 Rōmanidīs, 11 Filippou, 12 Andritsos, 13 Dīmakopoulos, 14 C. Christodoulou, 15 F. Christodoulou, All. Kōstas Politīs |
| 11. | Cuba               | Cuba4 Abreu, 5 Caballero, 6 Calderón, 7 Rodríguez, 8 Cabrera, 9 Dubois, 10 Pérez, 11 Cobarrubia, 12 Rivero, 13 Scott, 14 Simón, 15 Morales, All. Carmelo Ortega                                            |
| 12. | Argentina          | Argentina4 Camisassa, 5 Campana, 6 Maggi, 7 Montenegro, 8 Romano, 9 Milanesio, 10 Aispurúa, 11 Cortijo, 12 Uranga, 13 Milovich, 14 Oroño, 15 Borcel, All. Flor Meléndez                                    |
| 13. | Angola             | Angola4 Campos, 5 Moreira, 6 Dias, 7 Macedo, 8 Barros, 9 Sousa, 10 Assis, 11 Cungulo, 12 Baião, 13 G. Conceição, 14 Guimarães, 15 J. Conceição, All. Victorino Cunha                                       |
| 14. | Francia            | Francia4 Hufnagel, 5 Demory, 6 Cham, 7 Monclar, 8 Dacoury, 9 Ostrowski, 10 Garnier, 11 Dubuisson, 12 Haquet, 13 Deganis, 14 Beugnot, 15 Vestris, All. Jean Galle                                           |
| 15. | Paesi Bassi        | Paesi Bassi4 Hagens, 5 Schilp, 6 de Waard, 7 Bottse, 8 Esveldt, 9 Smits, 10 Ebeltjes, 11 van Dinten, 12 van de Lagemaat, 13 van Noord, 14 Heijdeman, 15 Griekspoor, All. Ruud Harrewijn                    |
| 16. | Porto Rico         | Porto Rico4 Rivas, 5 López, 6 Sosa, 7 Febres, 8 Mincy, 9 Torruellas, 10 Cruz, 11 Correa, 12 Morales, 13 É. de León, 14 F. de León, 15 Rivera, All. Ángel Cancel                                            |
| 17. | Germania Ovest     | Germania Ovest4 Risse, 5 Andres, 6 Koch, 7 Villwock, 8 Greunke, 9 Arpe, 10 Welp, 11 Sowa, 12 Gnad, 13 Wadehn, 14 Behnke, 15 Schröder, All. Ralph Klein                                                     |
| 18. | Australia          | Australia4 Bruton, 5 Pearce, 6 Smyth, 7 Sengstock, 8 M. Dalton, 9 Carroll, 10 Kuiper, 11 Gaze, 12 Davies, 13 Cottrell, 14 B. Dalton, 15 Borner, All. Adrian Hurley                                         |
| 19. | Uruguay            | Uruguay4 López, 5 Larrosa, 6 Pierri, 7 Núñez, 8 Szczygielski, 9 Perdomo, 10 Peinado, 11 Tito, 12 Cortés, 13 McCall, 14 Mignone, 15 Walter, All. Ramón Etchamendi                                           |
| 20. | Panama             | Panama4 Malcolm, 5 E. Grenald, 6 R. Grenald, 7 Rivas, 8 Macías, 9 Gill, 10 Gálvez, 11 Frazer, 12 Escalona, 13 Pinillo, 14 Martínez, 15 Butler, All. Frank Holness                                          |
| 21. | Nuova Zelanda      | Nuova Zelanda4 Smith, 5 Crampton, 6 Mulvihill, 7 Rademakers, 8 Stephens, 9 Edmonds, 10 Mason, 11 Webb, 12 Denham, 13 Gordon, 14 Pokai, 15 Hill, All. Robert Bishop                                         |
| 22. | Corea del Sud      | Corea del Sud4 Lee W., 5 Heo, 6 Park, 7 Lee Mi., 8 Lee C., 9 Lee Mu., 10 Kim H., 11 Go, 12 Kim Yu-taek, 13 Kim S., 14 Kim Yun-ho, 15 Han, All. Kim In-geon                                                 |
| 23. | Costa d'Avorio     | Costa d'Avorio4 Diop, 5 Bah, 6 N'Drin, 7 M'Bahia, 8 Bambara, 9 Elloh, 10 Koné, 11 Bonébo, 12 Kamara, 13 Lath, 14 Ouattara, 15 Djadji, All. Alphonse Bilé                                                   |
| 24. | Malaysia           | Malaysia4 Chiang, 5 Tan, 6 Loh, 7 Ching Eng-hing, 8 Lai, 9 Chin, 10 Ching Eng-fock, 11 Lim, 12 Teo, 13 Wong, 14 Yap, 15 Low, All. Thomas Wisman                                                            |